# Монго Сантамарія
Мо́нго Сантамарі́я (ісп. Mongo Santamaría), справжнє ім'я Рамо́н Сантамарі́я Родрі́гес (ісп. Ramón Santamaría Rodríguez; 7 квітня 1917, Гавана, Куба — 1 лютого 2003, Маямі, Флорида) — кубинський джазовий перкусіоніст.

## Біографія
Народився 7 квітня 1917 року в Гавані, Куба. Вчився грати на скрипці, однак переключився на барабани, на що його надихнув Чано Посо. До 1948 року грав у провідних кубинських гуртах, після чого в 1948 році переїхав до Мехіко і потім в 1950 році до США в Нью-Йорк зі своїм кузеном Армандо Перасою.
Працював з Гільберто Вальдесом, Пересом Прадо, Джорджем Ширінгом (1953) і Тіто Пуенте. Став відомим завдяки співпраці з Колом Чейдером у 1957—1961 роках. Перші значні записи в США зробив у 1958 році на лейблі Fantasy; його другий альбом на Fantasy Mongo (1959), включав композицію «Afro-Blue», яка швидко стала стандартом латин-джазу, її перезаписали Джон Колтрейн, Діззі Гіллеспі, Еббі Лінкольн та інші. Саме в цей період записувався як соліст на лейблах Riverside і Columbia — пізніше на Atlantic і Vaya. У 1963 році записав свій найбільший хіт, версію «Watermelon Man» Гербі Генкока, яка посіла 8-е місце в R&B Singles і 10-е в Billboard Hot 100.
Сантамарія продовжив гастролювати і записуватися, більше акцентуючись на популярному джазі, також працював у напрямках латиноамериканської музики, соул-джаз та сальса, іноді співпрацював з джазовими музикантами, такимм як Діззі Гіллеспі і Джек Макдафф.
Виступив на джазвому фестивалі в Монтре у 1971 році і в 1981 з Гіллеспі. Записав декілька альбомів на лейблі Concord Picante (1987—1990)
Помер 1 лютого 2003 року в Баптистській лікарні в Маямі, Флорида у віці 85 років від серцевого нападу.

## Дискографія
- Mongo (Fantasy, 1959)
- Watermelon Man! (Battle, 1963)
- Mongo at the Village Gate (Battle, 1963)
- Mongo Introduces La Lupe (Riverside, 1963); з Ла Лупе
- El Pussy Cat (Columbia, 1965)
- La Bamba (Columbia, 1965)
- Explosion (Riverside, 1966)
- Mongomania (Columbia, 1967)
- Feelin' Alright (Atlantic, 1970)
- Mongo at Montreux (Atlantic, 1971)